# 葉姆齊 (哈爾科夫區)
50°9′14″N 36°6′58″E / 50.15389°N 36.11611°E

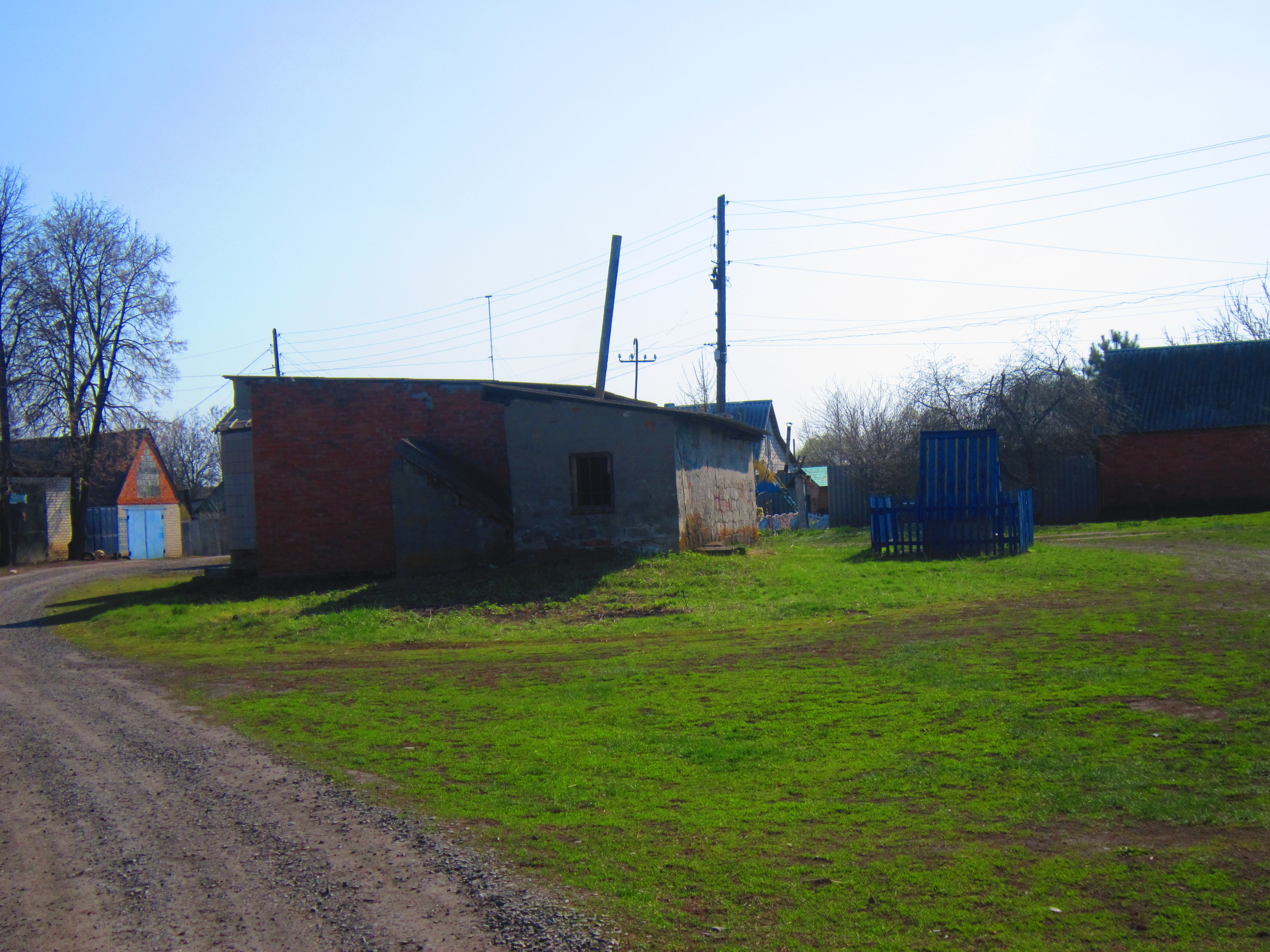
葉姆齊

葉姆齊（烏克蘭語：Ємці）是位於烏克蘭東部的村莊，由哈爾科夫州哈爾科夫區的德爾哈奇市鎮負責管轄。該村始建於1680年，面積0.36平方公里，海拔高度116米，2001年人口137，人口密度每平方公里384.8人。